# 関西ディレクター大賞
関西ディレクター大賞（かんさいディレクターたいしょう）は、日本放送作家協会関西支部が主催していた賞で、関西地方で活躍する優秀なテレビパーソンを表彰した。1991年（平成3年）から2010年（平成22年）まで続いた。藤本義一が関西支部長だった時期に行われた。

## 歴代受賞者

### 第1回（1991年・平成3年）
- 大　賞：白岩久弥（読売TV）
- 新人賞：該当者なし
- 特別賞：鈴木晴之（毎日放送）、都筑敏子（ラジオ大阪）

### 第2回（1992年・平成4年）
- 大　賞：相原康司（ビデオワーク）
- 優秀賞：増谷勝己（毎日放送）、今村俊昭（朝日放送）
- 特別賞：西森康友（フリー）、金森恵美子（読売TV）

### 第3回（1993年・平成5年）
- 大　賞：林宏樹（関西TV）
- 優秀賞：岸中嗣郎（朝日放送）、森田肇哉（エキスプレス）、吉岡淳一（エキスプレス）、蟹澤亮太（エキスプレス）
- 新人賞：西田二郎（読売TV）
- 特別賞：竹内志朗（シュプール）

### 第4回（1994年・平成6年）
- 大　賞：国延隆充（インパクト）
- 優秀賞：該当者なし
- 新人賞：宮田輝美（関西テレビ）
- 特別賞：今泉俊昭（毎日放送）、金谷忠（読売TV）

### 第5回（1995年・平成7年）
- 大　賞：加藤裕之（おふぃす・まどか）
- 優秀賞：永峰修治（スタッフ21）、松山源一（ビデオワーク）
- 新人賞：橋本裕子（朝日放送）
- 特別賞：岩本重義（ラジオ大阪）

### 第6回（1996年・平成8年）
- 大　賞：池田成男（東通企画）
- 優秀賞：繁澤公（おふぃす・まどか）、松本清（関西TV）
- 新人賞：迫川緑（関西TV）
- 特別賞：狛林利男（ワッハ上方）

### 第7回（1997年・平成9年）
- 大　賞：土井宙（関西TV）
- 優秀賞：酒巻正幸（東通企画）
- 奨励賞：山東俊幸（サン神戸映画社）、瀧野保男（サン神戸映画社）、荻野あゆみ（サン神戸映画社）
- 特別賞：武周雄（朝日放送）、岡崎薫（ステッピンスタジオ）

### 第8回（1998年・平成10年）
- 大　賞：萩原大（読売TV）
- 優秀賞：浜野弘明（ソーワビデオ）
- 新人賞：大岡理恵（朝日放送）
- 特別賞：吉田勝彦（ダート・プロダクション）、青地瑛久（サウンド・エフェクト）

### 第9回（1999年・平成11年）
- 大　賞：渡邉浩介（関西TV）
- 優秀賞：橘庸介（エックスワン）、国本尚史（メディアフォーラムジャパン）
- 新人賞：豊福陽子（関西TV）
- 特別賞：道上洋三（朝日放送）、皆元洋之助（東通企画）

### 第10回（2000年・平成12年）
- 大　賞：山下伸児（ディー・エヌ・エス）
- 優秀賞：佐川昌裕（毎日放送）
- 奨励賞：竹内忠雄（フリー）
- 新人賞：戸田智子（ジェイワークス）、井筒慎治（関西TV）
- 特別賞：板坂晋治（舞台芸術家）

### 第11回（2001年・平成13年）
- 大　賞：吉川秀和（読売TV）
- 優秀賞：土井聡夫（関西TV）
- 奨励賞：高岸丈郎（クリエイティブ・ジョーズ）
- 新人賞：溝上正造（メディア・フルポ）
- 特別賞：言美幸一（ニュースタイムジャパン）、石田英司（毎日放送）

### 第12回（2002年・平成14年）
- 大　賞：盛敏隆（読売TV）
- 優秀賞：釜谷正一郎（カノックス）、藤川明（クリエイティブ・ジョーズ）
- 奨励賞：小林敏明（フリー）
- 特別賞：苧木晃（故人・関西TV）

### 第13回（2003年・平成15年）
- 大　賞：石高健次（朝日放送）
- 優秀賞：西坂修（読売TV・但馬駐在）
- 奨励賞：児島英行（KBS京都）
- 新人賞：吉國ぴあ（関西TV）、森栗唯（東通企画）
- 特別賞：桑原征平（関西TV）

### 第14回（2004年・平成16年）
- 大　賞：木村弥寿彦（関西TV）
- 優秀賞：小俵靖之（読売TV）
- 新人賞：藤原正美（ラジオ関西）
- 特別賞：鈴木昭典（ドキュメント工房）、高田正人＆早川一光（KBS京都）

### 第15回（2005年・平成17年）
- 大　賞：大西亜雅紗（毎日放送）
- 優秀賞：本間健也（サンTV）、十河美加（読売TV）
- 奨励賞：大里いずみ（サンTV）
- 新人賞：浦田拓（フリー）

### 第16回（2006年・平成18年）
- 大　賞：山川友基（読売TV）
- 優秀賞：川島宏（ジェイコム関西）
- 奨励賞：阿部洋也（豊中･池田ケーブル）
- 特別賞：今出東二（株式会社シエル）、南恵美子（フリー・朗読家）

### 第17回（2007年・平成19年）
- 大　賞：堀川雅子（読売TV）
- 優秀賞：塩川恵造（関西TV）
- 奨励賞：三宅喜重（関西TV）、藤井裕也（ワイズビジョン）
- 特別賞：成瀬國晴（イラストレーター）

### 第18回（2008年・平成20年）
- 大　賞：宮澤洋一（朝日放送）
- 優秀賞：吉村直樹（ラジオ大阪）
- 新人賞：宇佐美彰（読売テレビ）
- 特別賞：平野秀朗・鳥居睦子（タレント）、(株)スギヰ堂（台本印刷）

### 第19回（2009年・平成21年）
- 大　賞：阿部裕一（読売テレビ）
- 優秀賞：森貴洋（毎日放送）
- 新人賞：西村美智子（朝日放送）
- 特別賞：ヒロ寺平（DJ）

### 第20回（2010年・平成22年）
- 大　賞：尾方純也（朝日放送）
- 優秀賞：松﨑修三（FFC）
- 奨励賞：谷口博邦（関西テレビ）
- 新人賞：田淵菊子（テレビ大阪）
- 特別賞：MBS開局60周年特別企画『ちちんぷいぷい』「西靖の60日間世界一周」の取材班